# Riddler
Der Riddler ist eine fiktive Figur im Besitz des US-amerikanischen Unterhaltungskonzerns Time Warner. Die Figur tritt regelmäßig in Comics des US-amerikanischen Verlages DC, eines Tochterunternehmens von Time Warner, auf. Insbesondere in den Titeln der Reihe um den Superhelden Batman wird der Riddler regelmäßig verwendet. Innerhalb der traditionellen Figurenkonstellation der amerikanischen Superheldencomics übernimmt der Riddler üblicherweise die Rolle des sogenannten „Superschurken“, d. h. des Gegenspielers des Superhelden. In der Öffentlichkeit gilt der Riddler als einer der am weitläufigsten bekannten Vertreter seines Figurentypus.

## Name
Der Name Riddler stammt aus dem Englischen und bedeutet ins Deutsche übertragen sinngemäß so viel wie „Rätselsteller“ oder „Rätselaufgeber“.
In seiner genretypischen Geheimidentität heißt der Riddler Edward Nygma (auch Edward Nigma geschrieben). Der Name Edward Nygma, abgekürzt E. Nygma, ist an das griechische Wort Enigma angelehnt, das so viel wie ‚Rätsel‘ bedeutet. Im Sinne der Idee des sprechenden Namens werden der Riddler und sein Hauptlebensinhalt – das Rätselstellen – so vorbedeutungsvoll durch seinen Namen nach außen getragen.
In früheren deutschen Übersetzungen wurde ihm – in Anspielung an die Sphinx der griechisch-römischen Mythologie – der Name Mr. Sphinx gegeben. Seit der Batman-Serie der späten 1960er Jahre wurde er im deutschsprachigen Raum auch häufig Der Rätselknacker genannt. In anderen Ländern ist er als Enigmista (Italien), El Acertijo (spanischsprachige Länder) oder Charada (Portugal und Brasilien) bekannt.

## Entstehung
Die Figur des Riddlers wurde Mitte der 1940er Jahre von dem US-amerikanischen Autor Bill Finger und dem Zeichner Dick Sprang entwickelt. Die Figur erschien erstmals in dem Comicheft Detective Comics Nr. 140 vom Oktober 1948. Lange vor der Einführung des Riddlers war es der Joker, ein weiterer Erzfeind Batmans, der oftmals Rätsel am Ort seiner Untaten hinterließ.

## Optische Erscheinung
Der Riddler ist nach Verlagsangaben 1,85 Meter groß und wiegt 83 Kilogramm. Seine Haare sind schwarz (in manchen Versionen aber auch braun oder sogar rot), seine Augenfarbe ist blau. Er wirkt äußerlich auffallend dünn – fast schmächtig – und ist vom Körperbau her eher asthenisch veranlagt. Sein markantestes Erkennungsmerkmal ist ein grünes, mit wahllos angeordneten (häufig, aber nicht immer violetten) Fragezeichen übersätes Kostüm. Dabei schwankt das Kostüm in seinem Design zwischen einem hautengen Spandexanzug, wie ihn v. a. Artisten tragen, und einem Geschäftsanzug mit weißem Hemd, reversgesäumtem grünen Jackett, lilafarbenen Handschuhen und einem grünen Bowlerhut, der häufig mit einer lilafarbenen Borte besetzt ist, auf der ein einzelnes Fragezeichen prangt. Bisweilen trägt er auch eine schmale, die Augen umrahmende, das Gesichtsfeld ansonsten nicht bedeckende Gesichtsmaske (in neueren Comics trägt er eine grüne Sonnenbrille). Als Accessoire führt der Riddler häufig einen Spazierstock mit sich, dessen oberes Ende typischerweise von einem fragezeichenförmigen Aufsatz bekrönt ist. Dieser Spazierstock kann auch zur Selbstverteidigung als Elektroschocker ausgestattet sein.

## Charakterisierung

### Ursprüngliche Charakterisierung
Der Riddler ist besessen von Rätseln jeder Art (Kreuzworträtsel, Quiz, Puzzle etc.) sowie von Wort- und Verwirrspielen. Somit zählt er zur Kategorie der thematisch-verhaftet agierenden Schurken, d. h. jener Gruppe von Figuren, die nicht entweder vollkommen wahl- und planlos und improvisiert handeln oder zwar bestimmte Ziele und Absichten verfolgen, dabei aber eine zielorientierte Vorgehensweise wählen („Das Ziel ist das Ziel“, also z. B. finanziellen Profit zu erzielen), sondern die, insbesondere in ihrem Auftreten, bei der Gestaltung ihrer Ausrüstung, bei der Wahl ihrer Einsatzziele und bei der Durchführung ihrer Missionen in einem eng begrenzten thematischen Bereich verwurzelt sind. Weitere Beispiele für solche Figuren sind z. B. Two-Face, der seine Verbrechen in Zusammenhang mit der Zahl 2 oder Dualität und Widersprüchlichkeit stellt, der Joker, der viele seiner Verbrechen in den Kontext der Unterhaltungsbranche, von Witzen, Scherzartikeln, Zirkus stellt, oder der Calendar-Man, der seine Verbrechen stets in Zusammenhang mit Daten, Zeitrechnung usw. stellt. Die für den Riddler in diesem Sinne typische Marotte ist seine Leidenschaft, seine Verbrechen in verrätselter Form der Polizei und/oder Batman anzukündigen, so dass sich ein gleichsam spielerischer Wettkampf entspinnt. Dieser besteht darin, ob es seinen Widersachern gelingt, die ihnen von ihm aufgetragenen Rätsel zunächst einmal überhaupt zu lösen, und wenn sie in der Lage sind, sie zu lösen, ob es ihnen gelingt, dies zu tun, bevor er den betreffenden Coup erfolgreich beendet hat; oder ob es ihm eben gelingt, seinen Plan erfolgreich abzuschließen und ungeschoren davonzukommen, weil es seinen Gegnern nicht rechtzeitig gelungen ist, seine Rätsel zu knacken. Der Riddler ist seinem Wesen nach eher ein Einzelgänger, dennoch umgibt er sich des Häufigeren mit zwei jungen, attraktiv-zankenden Assistentinnen, die ihn bei seinen Vorhaben unterstützen und deren Namen gewöhnlich aus zwei der drei Namen Quiz, Query und Echo gewählt sind. Ein weiterer Komplize – aber auch ein Name auf seiner Abschussliste –, mit dem Riddler bereits zusammengearbeitet hat, war Arthur Brown, der Cluemaster, dessen kriminelle Neigungen denen des Riddlers sehr ähneln, wiewohl Browns Leidenschaft für Rätsel weniger wahnhaft ist und seine Ziele und Methoden häufiger variieren.

### Charakterisierungswandel
Wie die allermeisten Batmanschurken hat sich der Riddler in den vergangenen Jahren von einem freischwebend-heiter-beschwingten Ganoven, Trickster und Scherzbold, dessen Auftritte nahezu humoristisch angefärbt waren, zu einer bedrückenden, beim Leser mitunter mitleidvolles Unbehagen auslösenden Gestalt gewandelt: er ist heute mehr ein von Psychosen zu zwanghaftem Verhalten getriebener Soziopath denn ein charmanter Scharlatan. Der moderne Riddler verwendet oft digitale Medien für seine Verbrechen und ist seit kurzer Zeit ein häufiger Gegenspieler des Superhelden Green Arrow. Ähnlich wie der Pinguin zieht er es oft vor, nun von weitem seine Aktionen zu dirigieren. In manchen Versionen versucht er sich auch als freiberuflicher Detektiv.

## Figurenbiografie
Als Kind entdeckte Edward Nygma, wie unterhaltsam und faszinierend Rätsel sein können. Bereits als Schuljunge brach er den Schrank seines Lehrers auf, um ein Kreuzworträtsel in die Hände zu bekommen, um sich, da es am nächsten Tag als Schulaufgabe gestellt würde, dadurch profilieren zu können, dass er es als Erster in der Klasse gelöst haben würde. Schwere Misshandlungen durch seinen Vater, der die Brillanz des Kindes nicht erkannte und glaubte, sein Sohn würde bei gemeinsamen Spielen mogeln, und ihn aus Wut darüber schlug, steigerten das Bedürfnis des jungen Nygmas, sich selbst und seine Intelligenz zu beweisen. Nygmas jugendliche Begeisterung für Rätsel und verzwickte Fragen weitete sich, als er heranwuchs, zunehmend zu einer Obsession aus.
Seine Zwangsneurose intensivierte sich dabei immer weiter und nahm schließlich nahezu karnevaleske Züge an: dies mündete darin, dass es dem Riddler unmöglich wurde, ein Verbrechen zu begehen, ohne es vorher in Rätselform angekündigt zu haben. Sein Erfolg als Krimineller wurde durch diese Schwäche massiv beeinträchtigt: ungeachtet seines Genies bewirkte sein „Tick“, dass er letztendlich meist um die Früchte seiner ausgeklügelten „Verbrechensmeisterwerke“ betrogen wurde. Daher setzte er es sich zum Ziel, immer schwierigere, kompliziertere und gefährlichere Rätsel zu entwickeln, um so sein Handicap gewissermaßen zu kompensieren, indem er das Risiko, dass die von ihm gestellten Aufgaben gelöst würden, minimierte. Doch bisher gelangen Nigma, dank Batmans Bemühungen, nur wenige wirklich erfolgreiche Verbrechen.
In vielen Adaptionen des Batman-Stoffes heißt der Riddler mit bürgerlichem Namen Edward „Eddie“ Nigma (oder Nygma) oder E. Nigma. In einigen Geschichten wird der Name Nigma jedoch als ein falscher Name gekennzeichnet und sein richtiger Name als Edward Nashton identifiziert (oder später geändert). Im Gegensatz zu vielen Gegnern der Batman-Schurkengalerie stellt der Riddler eher eine mentale als eine physische Herausforderung für den Helden dar, d. h., die Schwierigkeit für Batman besteht darin, den Riddler aufgrund seiner verschlüsselten Nachrichten ausfindig zu machen, und nicht so sehr darin, ihn bei der dann folgenden Konfrontation zu überwältigen und gefangen zu setzen. Auch tötet er anders als viele anderen Angehörige seines „Berufsstandes“ in den Batman-Comics nur äußerst selten, besitzt zumeist nicht einmal die Mentalität andere zu verletzen, sondern möchte viel mehr seinen Spieltrieb im Wettstreit mit den Gesetzeshütern und Batman befriedigen. Manche Versionen sehen ihn als ein altes Relikt aus der Zeit, als Superschurken noch harmloser waren als heute.
Verschiedene Versuche des Riddlers, sich von dem skurrilen Zwang, Rätsel stellen zu müssen, zu befreien, scheiterten. Der handlungssteuernde Zwang des Riddlers ist dabei sehr flexibel: Es ist ihm möglich, nahezu jedes Verbrechen zu begehen, solange er es nur in verrätselter Form darstellen kann.
Seine kriminelle Karriere in der Gothamer Unterwelt verlief über Jahre hinweg außerordentlich geradlinig: nach geglückter Flucht aus staatlicher Verwahrung trat er, nach einer mehr oder weniger lange andauernden Phase des Sich-Verborgen-Haltens und Vorbereitens, mit einem neuen spektakulären Coup in Erscheinung, um letztendlich von Batman, einem seiner Verbündeten oder der Polizei zur Strecke gebracht zu werden. Ausnahmen dieses „monotonen Trotts“ waren eine kurze Phase, in der der Riddler außerordentlich grausame Verbrechen verübte – wie er selbst behauptete, weil er unter dem Einfluss eines Dämonen stand – und die Begegnung mit dem Terroristen Bane, der ihm das steroide Gift Venom verabreichte, welches den Riddler vorübergehend beachtliche Körperkräfte verlieh und den sonst schwächlichen Gauner zu einem gefährlichen Zweikampfgegner für Batman werden ließ. Eine Schussverletzung (sein Arm und seine Schulter wurden getroffen), die ihm von einigen Handlangern Banes beigebracht worden war, stieß den Riddler sogar kurzzeitig in eine Lebenskrise, da sie ihm seine eigene Verwundbarkeit erkennen ließ. Eine – Jahre später erfolgende – Erkrankung an einem Hirntumor bestätigte diese Gefühlsregungen, obwohl der Tumor durch ein Bad in der mysteriösen Lazarusgrube Ra’s al Ghuls kuriert werden konnte.
Im Zuge der Auseinandersetzung Batmans mit Tommy Elliott, einem Arzt und Geschäftsmann der einen pathologischen Hass auf den Vigilanten hegte, gelang es dem Riddler schließlich, durch geschicktes Schlussfolgern Batmans Geheimidentität zu lüften. Da seiner Auffassung nach ein Rätsel, dessen Lösung allgemein bekannt ist, keines mehr ist, hat Nigma jedoch beschlossen, diese vorerst für sich zu behalten.
Im Bestreben, sich vor Elliott und dem Joker, die ihm nach dem Leben trachteten, zu verstecken, verschlug es Nigma schließlich in die Gosse. Dort traf er zufällig einen ehemaligen NSA-Codeknacker, der ihm die Rückkehr in eine stabilere Umgebung ermöglichte. Dies bedeutete für Nigma einen Prozess der Läuterung: Er wurde sich seiner eigenen Motive und Zwänge zunehmend bewusst. Es gelang ihm schließlich, sich – bis in die Gegenwart – von dem Zwang, Rätsel stellen zu müssen, zu befreien. Seither beschäftigt er sich ausschließlich zu seinem Vergnügen mit solchen. Nachdem er den Codeknacker, um einen unbequemen Zeugen zu beseitigen, getötet hatte, wandte er sich anscheinend legalen Unternehmungen zu und tritt seither öffentlich als respektabler Geschäftsmann auf, hat sich aber im Geheimen auch der Secret Society of Supervillains angeschlossen. In manchen Geschichten wurde er auch ein erfolgreicher Privatdetektiv. Auch arbeitete er vorübergehend mit Batman zusammen und pflegt seit kurzem eine kulturelle, aristokratische „gute“ Beziehung zum Pinguin.
Ein Double des Riddlers im sogenannten „Antimaterieuniversum“ ist der Quiz-Master, ein Held, der in Lex Luthors „Justice Underground“-Gruppe mitwirkt.

## Query und Echo
Query (engl. „Frage, Fragezeichen“), alias Deidre Vance, und Echo, sind zwei junge Frauen, die dem Riddler in vielen Batman-Geschichten als Handlangerinnen zur Seite stehen. Beide werden erstmals in Detective Comics Annual #8 von 1995 (Autor: C. Dixon, Zeichner: K. Dwyer) vorgestellt. Als Riddler Girls unterstützen sie den Riddler immer wieder bei seinen kriminellen Aktivitäten.
Beiden gemeinsam ist eine wilde, unbesorgte und bis zur Rücksichtslosigkeit gegen sich selbst reichende Abenteuerlust und der Hang zur körperlichen Gewalt. Während Query lange blonde Haare hat, kann Echo (die auch häufig den Namen Quiz führt) an ihren kurzen schwarzen Haaren identifiziert werden.
Analog zum grünen Kostüm des Riddlers tragen die beiden meist enganliegende grüne oder lila Kostüme mit einem ?-Aufdruck und diverse wechselnde Accessoires wie ?-Ohrringe, Domina-Schirmmützen, Netzstrumpfhosen oder Gesichtsmasken. Beide sind dem Riddler treu ergeben und, wie in einigen Geschichten angedeutet wird, auch erotisch zugeneigt.
In den meisten Geschichten, in denen sie auftauchen, erfüllen die beiden für den Riddler die Aufgaben von Frauen fürs Grobe: So verstehen sie sich besser auf den Umgang mit Schusswaffen als der Riddler, der die beiden „Furien“ – die sich auch besser auf den unbewaffneten Nahkampf verstehen als er – bei Konfrontationen mit Batman meistens vorschickt.
In ihrer Debütgeschichte wird enthüllt, dass Query und Echo ursprünglich zwei Bikerinnen und Straßenräuberinnen waren, die versuchten, Eddie Nashton, den Riddler, zu überfallen, der sie jedoch davon überzeugte, dass es profitabler sei, sich seiner Bande anzuschließen. In späteren Geschichten entführen die beiden den Cluemaster, als vermeintlichen Riddler-Nachahmer, im Auftrag ihres Bosses aus einem Gefängnis, um ihm zur Strafe für das Kopieren seiner Masche auf einen Spießrutenlauf zu schicken. Anders als der Riddler sieht man die beiden jedoch selten hinter schwedischen Gardinen.

## Auftritte in anderen Medien
In der karikaturesk überzeichneten Batman-Comedy-Fernsehserie der 60er Jahre wurde der Riddler von Frank Gorshin (stellvertretend auch von John Astin) gespielt, dessen Darstellung die Figur popularisierte und zu einer Ikone der Pop-Kultur mit hohem Wiedererkennungswert machte. Vor seinem Auftritt in der Fernsehserie war der Riddler ein eher unbedeutender Schurke gewesen; die hervorgehobene Stellung, die er durch seine Auftritte in der Fernsehserie und Gorshins beliebte Porträtierung als einen völlig „durchgeknallten“ Irren erlangte, führten dazu, dass der Riddler in den Comics alsbald zu einem Hauptgegner Batmans aufstieg.
Als Zeichentrickfigur debütierte er in der Serie The Batman/Superman Hour, die von CBS ab 1968 ausgestrahlt wurde. In der von Hanna-Barbera produzierten Serie Challenge of the Super Friends trat er als Mitglied der „Legion of Doom“ auf: hier wird er als hyperaktiver Irrer dargestellt und von Michael Bell synchronisiert.
In dem Kinofilm Batman Forever von 1995 schlüpfte der etablierte Filmstar Jim Carrey (ursprünglich war Robin Williams für den Part vorgesehen) in die Rolle des Riddlers. Carrey orientierte seine Darstellung am Vorbild Gorshins. Allerdings ist der Riddler im Film weniger ein Rätselmeister, sondern verkörpert einen wahnsinnigen Wissenschaftler, der sich mit dem virtuellen Fernsehen die Gedanken der Stadt einverleibt.
In der Batman-Zeichentrickserie der 1990er Jahre trat er ebenfalls auf (synchronisiert von John Glover), diesmal jedoch nicht als unberechenbarer Irrer, sondern als ein aparter Intellektueller. Wie die meisten von Batmans Gegnern, erfuhr die Riddler in der Serie eine spätere optische Überarbeitung: Sein Outfit wurde wesentlich verändert, sein Anzug wich einem sportlichen grünen Fragezeichen-Overall. Seine Haare, die Maske und Augenbrauen wurden entfernt und er wurde spürbar dünner. Seine Auftritte in der zweiten Reihe waren kurz, er agierte nur als Handlanger und hatte keine Episoden speziell über ihn. Die Darstellung Carreys im 1995er Kinofilm hatte zur Folge, dass die Produzenten der Zeichentrickserien der späteren 90er Jahre den Riddler optisch tendenziell Carrey anglichen.
In der 2005 angelaufenen Zeichentrickserie The Batman debütierte ein neuer, futuristischer Riddler. Dieser Riddler besitzt einen sehr gotisch wirkenden Habitus, der anscheinend Marilyn Manson nachempfunden ist und wird bezeichnenderweise von Robert Englund – dem Darsteller des Serienkillers Freddy Krueger in den Nightmare-on-Elm-Street-Filmen – synchronisiert. Hier ist der Riddler ebenso wie in Batman Forever ein Wissenschaftler gewesen, bis er von einer Kollegin geschäftlich hintergangen wurde. In der Folge „Night and the City“ sieht er sich als Oberschurke dem Joker und dem Pinguin ebenbürtig, was zum Konkurrenzkampf führte, bei dem der Riddler als Letzter besiegt wurde. Er hatte später noch einen Auftritt in der Folge „Riddled“ und einen Kurzauftritt in der Episode „Roumors“.
Zudem taucht der Riddler in dem Musikvideo zur Single The Riddle von Nik Kershaw auf.
2014 bis 2019 war der junge Edward „Ed“ Nygma in der US-Krimiserie Gotham (dargestellt von Cory Michael Smith) zu sehen. Die Serie thematisierte den Aufstieg James Gordons im Gotham City Police Department und in einer Nebenhandlung die Entwicklung des kriminaltechnischen Analytikers des GCPDs Edward Nygma zum späteren Riddler. In der Serie wurde der Riddler als brillanter, aber schüchterner und wenig selbstbewusster Forensiker dargestellt. Bereits da war seine Affinität zu Rätseln und Wortspielen erkennbar, da er beispielsweise seine Erkenntnisse bei Ermittlungen stets in kleine Ratespiele zu verpacken pflegte, sehr zum Ärger seiner Kollegen. Seine Gefühle für eine Kollegin verleiteten ihn aus Wut dazu, ihren gewalttätigen Liebhaber im Affekt zu erstechen; Nygma betrachtete das blutverschmierte Messer und verfällt in ein wahnsinniges Gelächter. Von diesem Zeitpunkt an begann der stufenweise mentale Abstieg Eds zu einem gefährlichen Psychopathen, zunächst mit der Ausprägung einer weiteren Persönlichkeit (die die selbstbewusste Seite Nygmas darstellt) und gipfelte schlussendlich mit dem versehentlichen Mord an seiner Geliebten während eines Streits. Die Serie stellt den Werdegang zum Riddler als eher tragisch und wahnhaft dar; zudem wird Ed als ein Freund Gordons präsentiert.
2022 erscheint der Riddler, gespielt von Paul Dano, erneut in der Batman-Neuverfilmung von Matt Reeves. Anders als in Batman Forever spielt der Riddler hier einen Psychopathen und Serienkiller, der durch Rätsel versucht, Batman auf seine Spur zu bringen.

### Lego-DC-Videospiele
Lego Batman: Das Videospiel (2008)
Der Riddler bricht zusammen mit Clayface, Mr. Freeze, Poison Ivy und Two-Face aus dem Arkham Asylum aus. Sie schmieden einen Plan, die Bank von Gotham City auszurauben. Batman und Robin besiegen die ganze Truppe und sie werden vom GCPD verhaftet.
Lego Batman 2: DC Super Heroes (2012)
Der Riddler bricht hier mit Two-Face, Catwoman (nur im Film), Pinguin, Harley Quinn und dem Joker erneut aus dem Arkham Asylum aus. Sie gehen zur Veranstaltung "Mann des Jahres" um dort für Chaos zu sorgen. Wurden aber schließlich wieder einmal von Batman und Robin besiegt, vom GCPD verhaftet. Später brechen der Riddler und anderen Arkham Asylums Patienten erneut aus dem Arkham Asylum aus. Sie werden allerdings wieder von Batman und Robin besiegt.
Lego Batman 3: Jenseits von Gotham (2014)
Diesmal spielt der Riddler nur eine kleine Rolle. Man findet ihn im Freien Spiel in der Halle der Gerechtigkeit, wo man seine Rätsel lösen muss.
Lego Dimensions (2015–2017)
Während der Dimensionskrise hilft der Riddler dem bösen Lord Vortech. Zusammen mit dem Balrog will er Batman, Gandalf und Wildstyle mit Rätseln und Orks in Mittelerde herausfordern. Er wird schließlich mit einer Kopfnuss von Batman besiegt. Später geht er mit den anderen Schurken von Lord Vortech weg.
Lego DC Super Villains (2018)
Dort ist der Riddler zurück und will mit dem Joker, Harley Quinn, Clayface und Scarecrow die alten Sachen aus dem Gotham City Police Department (GCPD) holen. Allerdings setzen sich Commissioner Gordon, Detective Bullock und der Rest des GCPD zur Wehr. Sie werden aber schließlich in die Flucht geschlagen. Als sie am Tresor angekommen sind, treffen auch  Batgirl und Nightwing ein, was Scarecrow sehr erschreckt. Plötzlich tauchen Two-Face und Catwoman hinter ihnen auf und hauen sie mit Brattpfannen K.O. Sie fliehen mit Jokers Auto vor der Polizei. Landen schließlich im Nacht Club des Pinguins "der Iceberg Lounge". Dort können sie Nightwing und Batgirl besiegen. Sie werden aber vom GCPD besiegt. Nachher taucht auch noch Owlman auf. Der Riddler kämpft dann mit der Justice League und den anderen Schurken gegen das Crime Syndikat und Darkseid. Am Ende ist er wieder in Gotham City und flüchtet gemeinsam mit den anderen Schurken vor Batman und den anderen Helden.